# Шённинг-Ларсен, Михаэль
Михаэль Шённинг-Ларсен (эст. Michael Schjønning-Larsen; 2 февраля 2001, Стенлёзе, Эгедаль, Столичный регион, Дания) — эстонский и датский футболист, левый защитник. Игрок сборной Эстонии.

## Биография
На детско-юношеском уровне занимался футболом в датских клубах «Фарум БК», «Академиск БК», «Хеллеруп ИК». Летом 2018 года перешёл в таллинскую «Флору», где в течение полутора сезонов выступал за резервную команду в первой лиге Эстонии. Становился вторым призёром первой лиги в 2018 и 2019 годах.
В 2020 году перешёл в «Курессааре», сначала на правах аренды, а затем подписал постоянный контракт. Дебютировал в высшей лиге Эстонии 19 мая 2020 года в игре против «Нымме Калью», заменив на 79-й минуте Мяртена Оппа. С 2021 года стал регулярно играть за стартовый состав островитян. Первый гол в чемпионате забил 31 июля 2022 года в ворота «Флоры». Всего за три сезона в «Курессааре» провёл 66 матчей в высшей лиге и забил 3 гола. В 2022 году был причастен к наивысшему успеху клуба в истории — пятому месту в чемпионате.
В начале 2023 года перешёл в таллинскую «Левадию». Серебряный призёр чемпионата Эстонии 2023 года, обладатель Кубка Эстонии 2023/24.
Выступал за сборные Эстонии младших возрастов, провёл около 30 матчей. Дебютировал в национальной сборной 8 июня 2024 года в матче Кубка Балтии против Фарерских Островов (4:1), в рамках этого розыгрыша Кубка Балтии сыграл 2 матча и стал победителем турнира.

## Личная жизнь
Мать — эстонка родом из Вильянди. На момент перехода в «Курессааре» игрок не владел эстонским языком и общался с партнёрами на английском.